# IC 4249
IC 4249 је спирална галаксија у сазвјежђу Хидра која се налази на листи објеката дубоког неба у Индекс каталогу.
Деклинација објекта је - 27° 57' 24" а ректасцензија 13h 27m 6,3s. Привидна величина (магнитуда) објекта IC 4249 износи 13,7 а фотографска магнитуда 14,5. IC 4249 је још познат и под ознакама ESO 444-39, MCG -5-32-20, TOL 35, PGC 47119.